# Mario Del Monaco
Mario Del Monaco (Florencia, 27 de julio de 1915 - Mestre, 16 de octubre de 1982) fue un tenor italiano. Es comúnmente considerado el mejor tenor dramático del siglo XX. Su rol más representativo fue Otello, de la ópera homónima de Giuseppe Verdi.

## Biografía
Mario del Monaco nació en una acomodada familia florentina con antecedentes musicales. Su padre, napolitano, ejerció como crítico musical en Nueva York. Su madre, florentina, tenía una voz de soprano que Mario definió como su primera musa.
Del Monaco estudió el violín pero siempre fue un apasionado del canto. Se graduó en el Conservatorio Rossini, en Pésaro, donde conoció a Renata Tebaldi y cantó por primera vez con ella. Raffaelli, su maestro, reconoció su talento y le ayudó a iniciar su carrera. Estudió su técnica vocal principalmente con Melocchi. 
En 1936 ganó una beca para un curso de perfeccionamiento en la escuela de la Ópera de Roma, donde conoció a Rina Filippini, con quien luego se casaría. En Roma, el método de enseñanza resultó erróneo para sus inusuales características vocales, y le trajo inconvenientes. Mario volvió así con Melocchi, quien le resolvió esos problemas.
Debutó en Cagli en 1939 con Cavalleria rusticana, pero su primer éxito fue el 31 de diciembre de 1940 en Madama Butterfly en el Teatro Puccini de Milán. La actividad de los años siguientes fue irregular a causa de la guerra. Pero desde 1945 su carrera descolló. Debutó en Londres en  1946 con Tosca e Pagliacci), en 1947 en la Ópera de Roma con Carmen y Cavalleria rusticana, y en  1949 en la Scala con Andrea Chénier. 
En 1950 debutó en el Teatro Colón de Buenos Aires, cantando por primera vez en su carrera el Otello verdiano, rol al que su nombre quedó para siempre asociado.  Otello fue un personaje que Del Mónaco maduró durante toda su carrera, por lo que muchos sostienen que su abordaje de este rol sigue sin ser superado. Según el propio Del Monaco, interpretó el personaje por lo menos 427 veces.
De 1950 a 1959 fue convocado regularmente por el Metropolitan de Nueva York, y fue el primer cantante italiano de la posguerra que cantó en el Teatro Bolshoi de Moscú, donde el fanatismo que suscitaron sus interpretaciones de Carmen y Pagliacci llevaron a las autoridades soviéticas a conferirle la Orden de Lenin, máximo honor entregado por el estado.
Fue protagonista de ediciones históricas de Fanciulla del west (Firenze 1954), Norma (La Scala 1955), Ernani (Firenze 1957), Sansone e Dalila (Met 1958), I Troiani (La Scala 1960). Entre sus títulos preferidos figuró también Aida. Tuvo una fructífera asociación musical con la soprano Renata Tebaldi en varias grabaciones y representaciones. 
En 1964, un grave accidente automovilístico lo obligó a interrumpir su actividad, la que retomó sobre el fin de ese mismo año y mantuvo aún una década más. Se retiró de las tablas con Tosca en Hamburgo en febrero de 1976. En 1978 hizo una aparición en el film de Dino Risi Primo amore.
Mario del Monaco falleció el 16 de octubre de 1982 a la edad de 67 años en su residencia de Mestre (la porción territorial de Venecia), a causa de un paro cardíaco, consecuencia de su debilitada salud resultante de una avanzada nefritis crónica.

## Desempeño interpretativo
Mario del Monaco interpretó 52 óperas de diversos compositores. Era dueño de una de las voces más singulares e impresionantes que se hayan grabado jamás. Fuera de que su articulación fuese clarísima, tenía el listado completo de atributos de un tenor dramático. Poseía una potencia extraordinaria comparable sólo a la del tenor danés Lauritz Melchior. Su timbre era oscuro y metálico. A pesar de sus resonancias baritonales en los graves y su mordiente en los agudos, su emisión era homogénea. Quizá el esplendor de estos atributos eran a la vez su mayor problema. Estas características lo lanzaron muy joven y de lleno al repertorio verista, que como es sabido, hace que las voces tengan poca vida. Sostiene Fernando Fraga, en la revista Scherzo:

«...Demasiado pronto enfrentado con el papel (de Otello), lo fue madurando paulatinamente. Es, con cierta justicia, considerado el Otello indiscutible de su generación. A su favor sumaban la belleza broncínea del timbre (aquí sí había un tenor), la valentía de la emisión, la vitalidad de su concepción. En contra: uniforidad y esquematismo expresivos, tosquedad lírica. Se impone... la valoración en conjunto.»

A pesar de las valoraciones de ciertos sectores de la crítica musical, como la supra citada, que hacen referencia a la uniformidad y/o tosquedad lírica de su canto, existen diversos registros disponibles en internet que evidencian la existencia de su tan discutida mezzavoce, verbigracia, la versión de la ópera Un ballo in Maschera en 1946 en Génova, la interpretación de Del Mónaco como Mario Cavaradossi en la ópera Tosca de Puccini, en el teatro San Carlo de Nápoles en 1954 o como Don Álvaro en La Forza del Destino de Verdi grabada en estudio en 1955. 
A pesar de algunos accesos de fogosidad excesiva, su presencia escénica era indiscutible, llegando en muchas ocasiones a mucha naturalidad y expresividad en sus interpretaciones, apoyada en una perfecta dicción y un fraseo limpio, heredero de los grandes tenores de la preguerra.

## Repertorio
| Rol                  | Título                | Autor       |
| -------------------- | --------------------- | ----------- |
| Pollione             | Norma                 | Bellini     |
| Enea                 | Los Troyanos          | Berlioz     |
| Don José             | Carmen                | Bizet       |
| Faust                | Mefistofele           | Boito       |
| Giuseppe Hagenbach   | La Wally              | Catalani    |
| Maurizio di Sassonia | Adriana Lecouvreur    | Cilea       |
| Andrea Chénier       | Andrea Chénier        | Giordano    |
| Loris Ipanov         | Fedora                | Giordano    |
| Peri                 | Il Guarany            | Gomes       |
| Canio                | Pagliacci             | Leoncavallo |
| Turiddu              | Cavalleria rusticana  | Mascagni    |
| Enzo Grimaldo        | La Gioconda           | Ponchielli  |
| Renato Des Grieux    | Manon Lescaut         | Puccini     |
| Rodolfo              | La bohème             | Puccini     |
| Mario Cavaradossi    | Tosca                 | Puccini     |
| F. B. Pinkerton      | Madama Butterfly      | Puccini     |
| Dick Johnson         | La fanciulla del West | Puccini     |
| Luigi                | Il tabarro            | Puccini     |
| Calaf                | Turandot              | Puccini     |
| Samson               | Samson et Dalila      | Saint-Saens |
| Ernani               | Ernani                | Verdi       |
| Stiffelio            | Stiffelio             | Verdi       |
| Duca di Mantova      | Rigoletto             | Verdi       |
| Manrico              | Il trovatore          | Verdi       |
| Riccardo             | Un ballo in maschera  | Verdi       |
| Don Álvaro           | La forza del destino  | Verdi       |
| Radames              | Aida                  | Verdi       |
| Otello               | Otello                | Verdi       |
| Lohengrin            | Lohengrin             | Wagner      |
| Siegmund             | Die Walkure           | Wagner      |
| Paolo il bello       | Francesca da Rimini   | Zandonai    |

## Discografía

### Registros de estudio
| Año                                                    | Título Rol                                | Elenco                                                                | Director                    | Grabadora |
| ------------------------------------------------------ | ----------------------------------------- | --------------------------------------------------------------------- | --------------------------- | --------- |
| 1952                                                   | Aida Radames                              | Renata Tebaldi, Ebe Stignani, Aldo Protti                             | Alberto Erede               | Decca     |
| 1953                                                   | Cavalleria rusticana Turiddu              | Elena Nicolai, Aldo Protti                                            | Franco Ghione               | Decca     |
| Clara Petrella, Afro Poli, Aldo Protti, Piero De Palma | Franco Ghione                             | Decca                                                                 |                             |           |
|                                                        | Turandot Calaf                            | Inge Borkh, Renata Tebaldi, Nicola Zaccaria                           | Alberto Erede               | Decca     |
| 1954                                                   | Manon Lescaut Renato Des Grieux           | Renata Tebaldi, Mario Boriello, Fernando Corena                       | Francesco Molinari-Pradelli | Decca     |
|                                                        | Otello                                    | Renata Tebaldi, Aldo Protti                                           | Alberto Erede               | Decca     |
|                                                        | Rigoletto Duca di Mantova                 | Aldo Protti, Hilde Güden, Cesare Siepi, Giulietta Simionato           | Alberto Erede               | Decca     |
| 1955                                                   | La forza del destino Don Álvaro           | Renata Tebaldi, Ettore Bastianini, Cesare Siepi, Giulietta Simionato  | Francesco Molinari-Pradelli | Decca     |
| 1956                                                   | Andrea Chénier                            | Renata Tebaldi, Ettore Bastianini                                     | Gianandrea Gavazzeni        | Decca     |
|                                                        | Il trovatore Manrico                      | Renata Tebaldi, Ugo Savarese, Giulietta Simionato, Giorgio Tozzi      | Alberto Erede               | Decca     |
| 1957                                                   | La Gioconda Enzo Grimaldo                 | Anita Cerquetti, Ettore Bastianini, Giulietta Simionato, Cesare Siepi | Gianandrea Gavazzeni        | Decca     |
| 1958                                                   | La fanciulla del West Dick Johnson        | Renata Tebaldi, Cornell MacNeil                                       | Franco Capuana              | Decca     |
|                                                        | Mefistofele Faust                         | Cesare Siepi, Renata Tebaldi                                          | Tullio Serafin              | Decca     |
|                                                        | Pagliacci Canio                           | Gabriella Tucci, Cornell MacNeil, Renato Capecchi, Piero De Palma     | Francesco Molinari-Pradelli | Decca     |
| 1959                                                   | Tosca Mario Cavaradossi                   | Renata Tebaldi, George London                                         | Francesco Molinari-Pradelli | Decca     |
| 1960                                                   | Cavalleria rusticana Turiddu              | Giulietta Simionato, Cornell MacNeil                                  | Tullio Serafin              | Decca     |
| 1961                                                   | Adriana Lecouvreur Maurizio di Sassonia   | Renata Tebaldi, Giulietta Simionato, Giulio Fioravanti                | Franco Capuana              | Decca     |
|                                                        | Otello                                    | Renata Tebaldi, Aldo Protti                                           | Herbert Von Karajan         | Decca     |
| 1962                                                   | Il tabarro Luigi                          | Renata Tebaldi, Robert Merrill                                        | Lamberto Gardelli           | Decca     |
| 1963                                                   | Carmen Don José                           | Regina Resnik, Joan Sutherland, Tom Krause                            | Thomas Schippers            | Decca     |
| 1966                                                   | Cavalleria rusticana Turiddu              | Elena Souliotis, Tito Gobbi                                           | Silvio Varviso              | Decca     |
| 1967                                                   | Norma Pollione                            | Elena Souliotis, Fiorenza Cossotto, Carlo Cava                        | Silvio Varviso              | Decca     |
| 1968                                                   | La Wally Giuseppe Hagenbach               | Renata Tebaldi, Piero Cappuccilli                                     | Fausto Cleva                | Decca     |
| 1969                                                   | Fedora Loris Ipanoff                      | Magda Olivero, Tito Gobbi                                             | Lamberto Gardelli           | Decca     |
| 1969                                                   | Francesca da Rimini (sel.) Paolo il bello | Magda Olivero                                                         | Nicola Rescigno             | Decca     |

### Registros en vivo (selección)
- Un ballo in maschera, con Carla Castellani, Piero Biasini, Giulietta Simionato, dir. Nino Sanzogno - Ginebra 1946 ed. Bongiovanni/Myto
- Andrea Chenier (selez.), con Renata Tebaldi, Paolo Silveri, dir. Victor de Sabata - La Scala 1949 ed. Cetra/Myto
- Otello, con Delia Rigal, Carlos Guichandut, dir. Antonino Votto - Buenos Aires 1950 ed. Myto/GOP
- Adriana Lecouvreur, con Clara Petrella, Oralia Domínguez, Giuseppe Taddei, dir. Oliviero De Fabritiis – México DF 1951 ed. Lyric Distribution/House of Opera
- Aida, con Maria Callas, Oralia Domínguez, Giuseppe Taddei, Roberto Silva, dir. Oliviero De Fabritiis - México DF 1951 ed. Melodram/SRO/EMI
- Aida, con Zinka Milanov, Nell Rankin, Leonard Warren, Jerome Hines, dir. Fausto Cleva - Met 1952 ed. Myto
- Pagliacci, con Delia Rigal, Paolo Silveri, Renato Capecchi, dir. Alberto Erede - Met 1953 ed. Bongiovanni/Opera Lovers
- La Wally, con Renata Tebaldi, Giangiacomo Guelfi, Renata Scotto, Giorgio Tozzi, dir. Carlo Maria Giulini - La Scala 1953 ed. IDIS/Legato
- La forza del destino, con Renata Tebaldi, Aldo Protti, Cesare Siepi, dir. Dimitri Mitropoulos - Firenze 1953 ed. Archipel/House of Opera
- La fanciulla del west, con Eleanor Steber, Giangiacomo Guelfi, dir. Dimitri Mitropoulos - Firenze 1954 ed. Cetra/Arkadia/Myto
- Otello, con Floriana Cavalli, Renato Capecchi, dir. Tullio Serafin - RAI-Milano 1954 ed. Myto
- Otello, con Renata Tebaldi, Leonard Warren, dir. Antonino Votto - La Scala 1954 ed. Melodram/Myto
- Andrea Chenier, con Maria Callas, Aldo Protti, dir. Antonino Votto - La Scala 1955 ed. Melodram/Opera d'Oro/EMI
- Norma, con Maria Callas, Giulietta Simionato, Nicola Zaccaria, dir. Antonino Votto - La Scala 1955 ed. Arkadia/IDIS/Myto
- Ernani, con Anita Cerquetti, Ettore Bastianini, Boris Christoff, dir. Dimitri Mitropoulos - Firenze 1957 ed. Myto/Opera D'Oro
- Carmen, con Risë Stevens, Lucine Amara, Frank Guarrera, dir. Dimitri Mitropoulos - Met 1957 ed. Nuova Era/Living Stage
- Otello, con Victoria de los Ángeles, Leonard Warren, dir. Fausto Cleva - Met 1958 ed. Paragon/Myto
- Sansone e Dalila, con Rise Stevens, Giorgio Tozzi, dir. Fausto Cleva - Met 1958 ed. Myto
- Pagliacci, con Lucine Amara, Leonard Warren, Mario Sereni, dir. Dimitri Mitropoulos - Met 1959 ed. Melodram/Arkadia
- Francesca da Rimini, con Magda Olivero, Giampiero Malaspina, dir. Gianandrea Gavazzeni - La Scala 1959 ed. Legato Classics/Myto
- I Troiani, con Fiorenza Cossotto, Giulietta Simionato, Lino Puglisi, Agostino Ferrin, Nell Rankin, dir. Rafael Kubelik - La Scala 1960 ed. Paragon/VAI/Myto
- Die Walkure de Richard Wagner, con Silja; Hillebrecht; Alexander, dir. Ferdinand Leitner - Stuttgart 1966

## Videografía
- Andrea Chenier, con Antonietta Stella, Giuseppe Taddei, dir. Angelo Questa - video-RAI 1955 ed. BCS
- Il trovatore, con Leyla Gencer, Ettore Bastianini, Fedora Barbieri, Plinio Clabassi, dir. Fernando Previtali - video-RAI 1957 ed. Hardy Classic
- Otello, con Rosanna Carteri, Renato Capecchi, regia di Franco Enriquez, dir. Tullio Serafin - video-RAI 1958 ed. Hardy Classic
- Carmen (selez.), con Irina Arjípova, Irina Maslennikova, Pável Lisitsian, dir. Aleksandr Melik-Pasheyev - en vivo Moscú 1959 ed. VAI
- Pagliacci (selez.), con Leokadia Maslennikova, Alekséi Petróvich Ivanov, dir. Aleksandr Melik-Pasheyev - en vivo Moscú 1959 ed. VAI
- Otello, con Gabriella Tucci, Tito Gobbi, dir. Alberto Erede - dal vivo Tokio 1959 ed. VAI
- Pagliacci, con Gabriella Tucci, Aldo Protti, Attilio D'Orazi, dir. Giuseppe Morelli - en vivo Tokio 1961 ed. VAI
- Aida, con Gabriella Tucci, Giulietta Simionato, Aldo Protti, Paolo Washington, dir. Franco Capuana - dal vivo Tokio 1961 ed. VAI
- Andrea Chenier, con Renata Tebaldi, Aldo Protti, dir. Franco Capuana - en vivo Tokio 1961 ed. VAI
- Norma, con Elinor Ross, Giovanna Vighi, Massimiliano Malaspina, dir. Ettore Gracis - en vivo Berlín 1967 ed. Premiere Opera

### Libro
- Gianni Gori, Mario Del Monaco. Mille guerrier m'inseguono..., con prólogo de Marzio Pieri, col. Grandi Voci 1, 2008, Zecchini Editore, pág. 206 con discografía aconsejada